# Tomba della Pellegrina
La tomba della Pellegrina (littéralement « tombe de la Pèlerine »)  est une tombe étrusque proche de la ville de Chiusi (à 2 km dans la direction du lac de Chiusi)  sur le site de la nécropole de Poggio Renzo.

## Histoire
La tombe, enfouie dans un tumulus, appartenait  à la famille des Sentinates  de la fin du IVe et du début du IIIe siècle av. J.-C.
Elle  fut  pillée depuis les temps anciens et présente, ouverte au public venant du musée  Musée archéologique national de Chiusi, cinq sarcophages, douze urnes en albâtre et travertin avec certains couvercles ouverts ou renversés comme les avaient laissés les tombaroli, comme au moment de sa découverte en 1828.

## Description
La tombe comporte un long couloir d'entrée, quatre niches latérales et trois chambres funéraires. C'est dans la chambre centrale que fut trouvée l'urne de Larth Sentinates Caesa, aujourd'hui exposée au Museo archeologico nazionale di Chiusi.
L'autre tombe du site de la nécropole de Poggio Renzo visitable est la   Tomba del Leone.

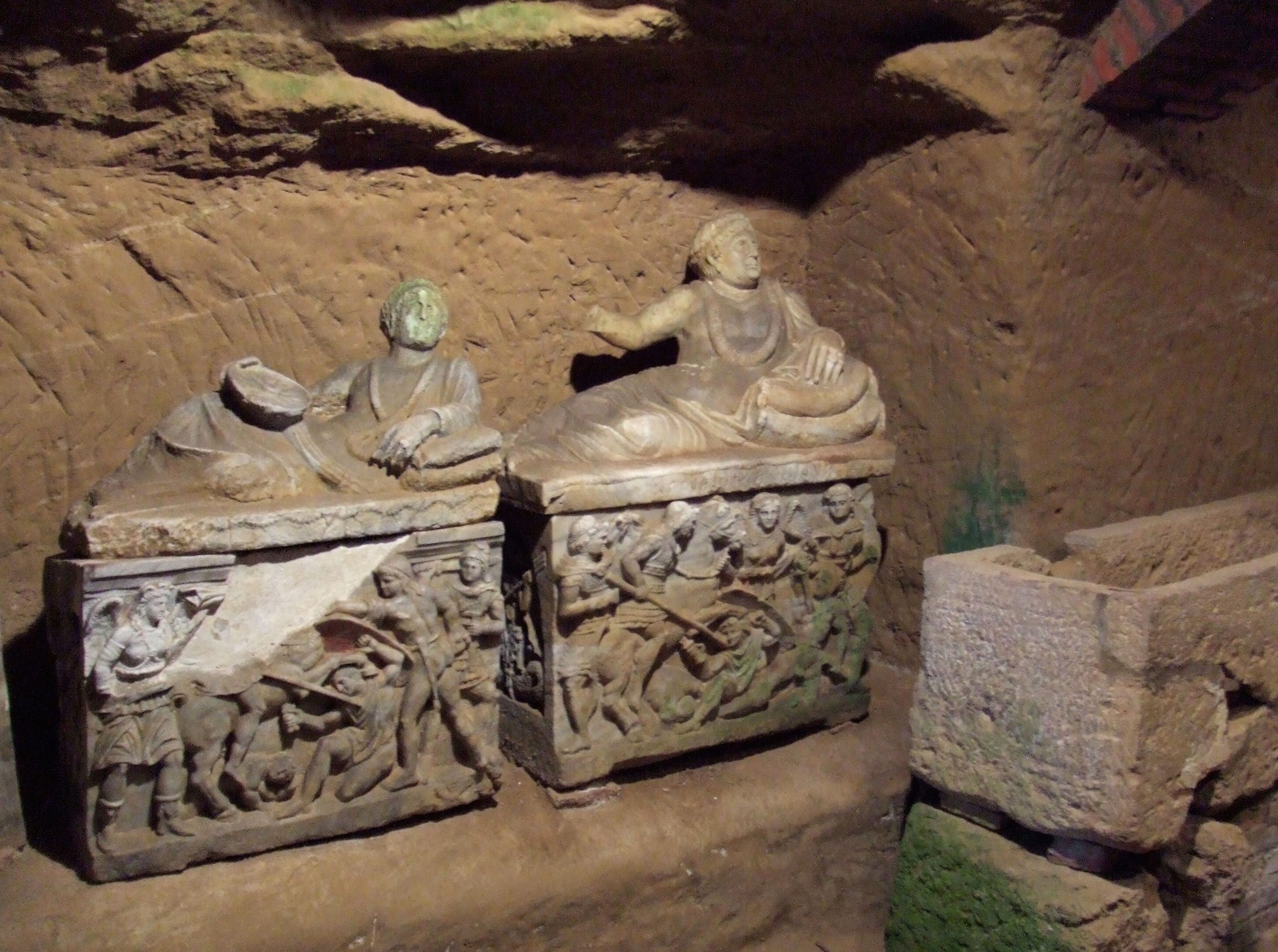
Sarcophages en albâtre de la chambre principale.
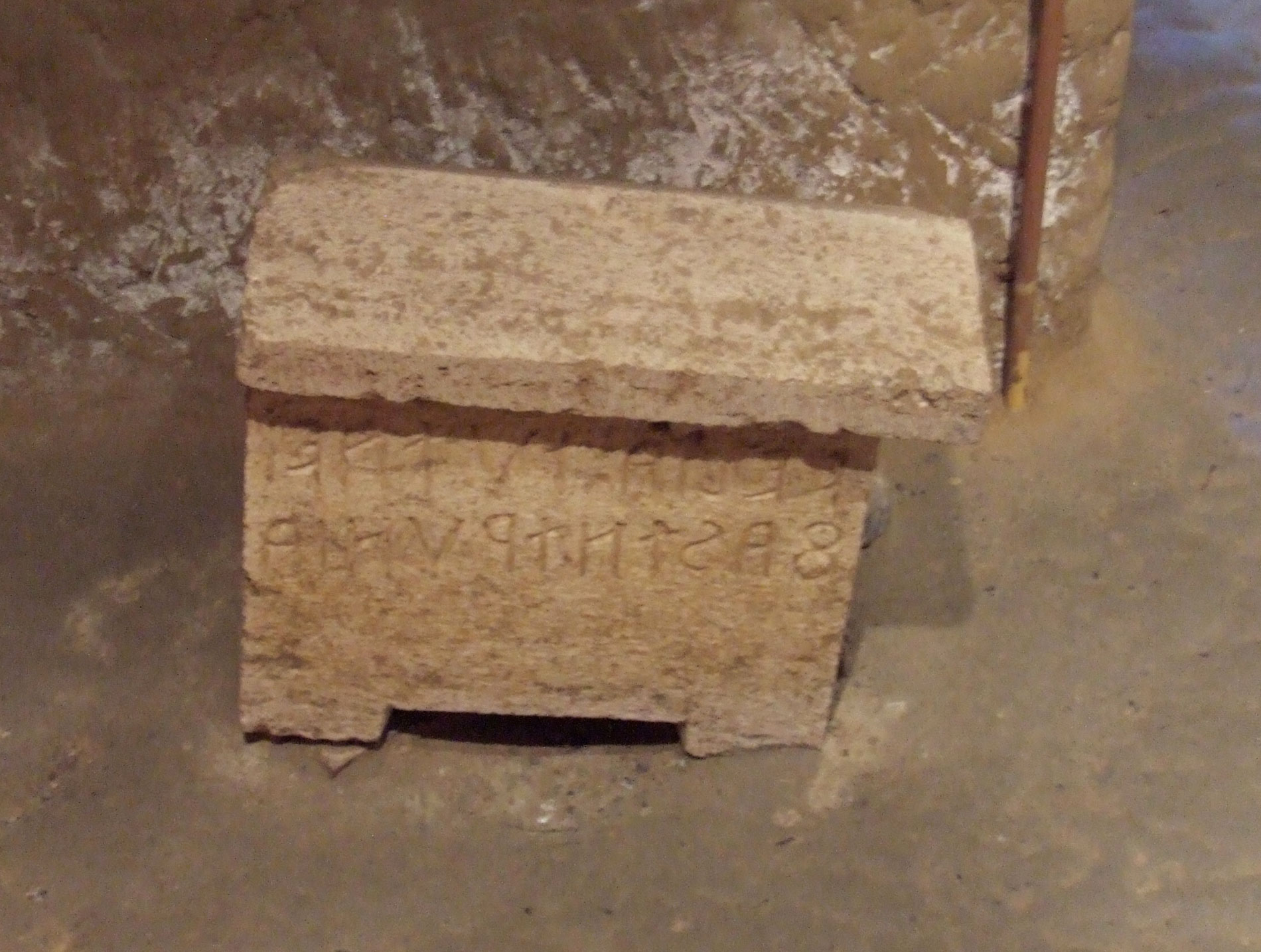
Sarcophage architectonique en pierre, avec inscription, de la chambre principale.